# Saint-Genès-de-Fronsac
Saint-Genès-de-Fronsac est une commune du Sud-Ouest de la France, située dans le département de la Gironde (région Nouvelle-Aquitaine).

## Géographie

### Localisation
Commune située dans l'aire d'attraction de Bordeaux.
Elle est située dans le canton du Nord-Gironde et fait partie de la communauté de communes du Fronsadais.

### Communes limitrophes
Les communes limitrophes sont Marcenais, Mouillac, Périssac, Val de Virvée et Vérac.
|               | Marcenais              |          |
| Val de Virvée | Saint-Genès-de-Fronsac | Périssac |
|               | Mouillac               | Vérac    |

### Climat
Pour des articles plus généraux, voir Climat de la Nouvelle-Aquitaine et Climat de la Gironde.
Historiquement, la commune est exposée à un climat océanique aquitain.  
En 2020, Météo-France publie une typologie des climats de la France métropolitaine dans laquelle la commune est exposée à un climat océanique et est dans la région climatique  Aquitaine, Gascogne, caractérisée par une pluviométrie abondante au printemps, modérée en automne, un faible ensoleillement au printemps, un été chaud (19,5 °C), des vents faibles, des brouillards fréquents en automne et en hiver et des orages fréquents en été (15 à 20 jours).
Pour la période 1971-2000, la température annuelle moyenne est de 12,9 °C, avec une amplitude thermique annuelle de 14,2 °C. Le cumul annuel moyen de précipitations est de 896 mm, avec 12 jours de précipitations en janvier et 7 jours en juillet. Pour la période 1991-2020, la température moyenne annuelle observée sur la station météorologique la plus proche, située sur la commune de Saint-Gervais à 8,38 km à vol d'oiseau, est de 13,9 °C et le cumul annuel moyen de précipitations est de 824,9 mm,. Pour l'avenir, les paramètres climatiques de la commune estimés pour 2050 selon différents scénarios d’émission de gaz à effet de serre sont consultables sur un site dédié publié par Météo-France en novembre 2022.

## Urbanisme

### Typologie
Au 1er janvier 2024, Saint-Genès-de-Fronsac est catégorisée commune rurale à habitat dispersé, selon la nouvelle grille communale de densité à sept niveaux définie par l'Insee en 2022.
Elle est située hors unité urbaine. Par ailleurs la commune fait partie de l'aire d'attraction de Bordeaux, dont elle est une commune de la couronne,. Cette aire, qui regroupe 275 communes, est catégorisée dans les aires de 700 000 habitants ou plus (hors Paris),.

### Occupation des sols

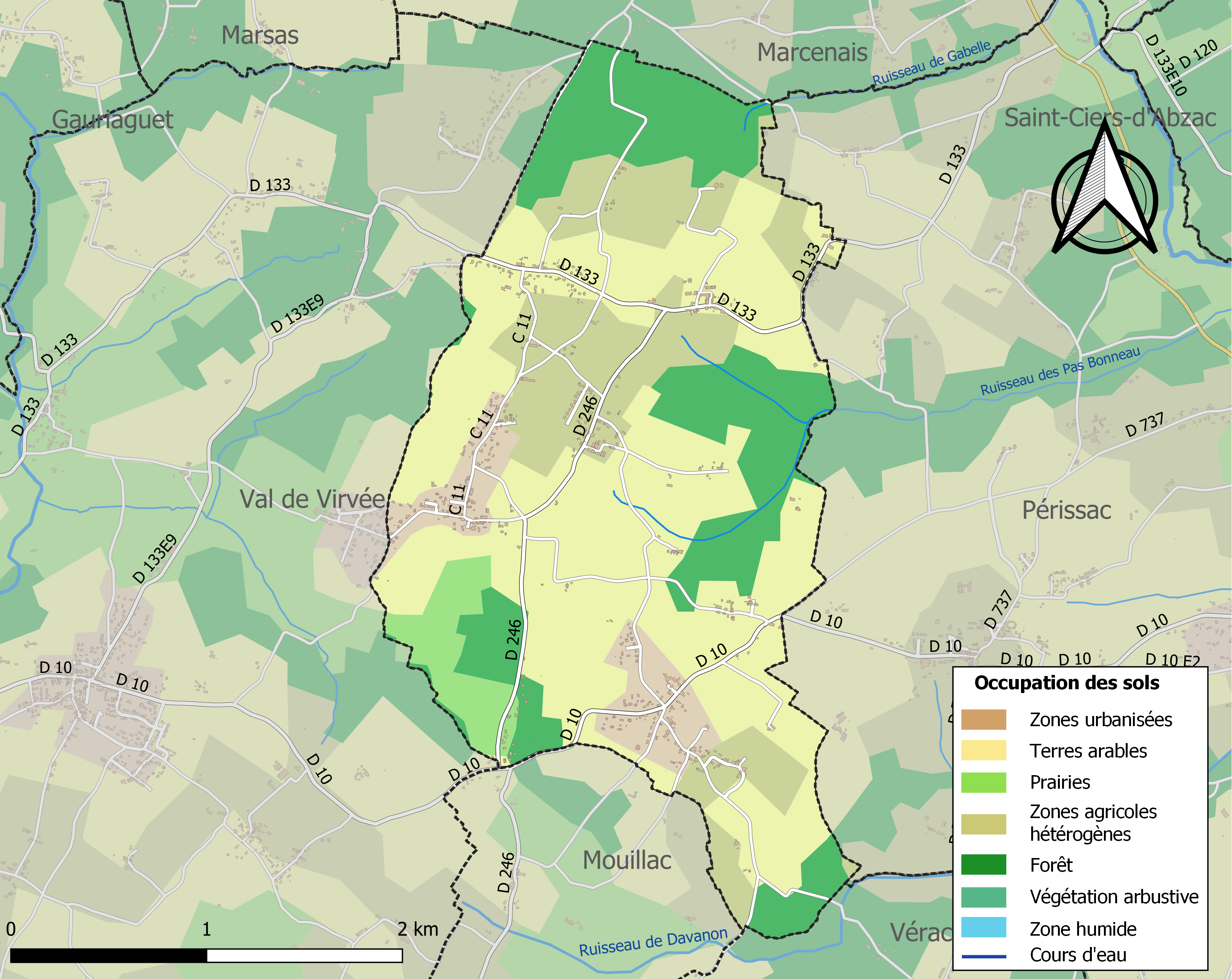
Carte des infrastructures et de l'occupation des sols de la commune en 2018 (CLC).

L'occupation des sols de la commune, telle qu'elle ressort de la base de données européenne d’occupation biophysique des sols Corine Land Cover (CLC), est marquée par l'importance des territoires agricoles (71,6 % en 2018), en diminution par rapport à 1990 (78,8 %). La répartition détaillée en 2018 est la suivante : 
cultures permanentes (47,7 %), forêts (21,4 %), zones agricoles hétérogènes (19,8 %), zones urbanisées (6,9 %), prairies (4,1 %). L'évolution de l’occupation des sols de la commune et de ses infrastructures peut être observée sur les différentes représentations cartographiques du territoire : la carte de Cassini (XVIIIe siècle), la carte d'état-major (1820-1866) et les cartes ou photos aériennes de l'IGN pour la période actuelle (1950 à aujourd'hui).

### Risques majeurs
Le territoire de la commune de Saint-Genès-de-Fronsac est vulnérable à différents aléas naturels : météorologiques (tempête, orage, neige, grand froid, canicule ou sécheresse), mouvements de terrains et séisme (sismicité faible). Un site publié par le BRGM permet d'évaluer simplement et rapidement les risques d'un bien localisé soit par son adresse soit par le numéro de sa parcelle.
Les mouvements de terrains susceptibles de se produire sur la commune sont des tassements différentiels.

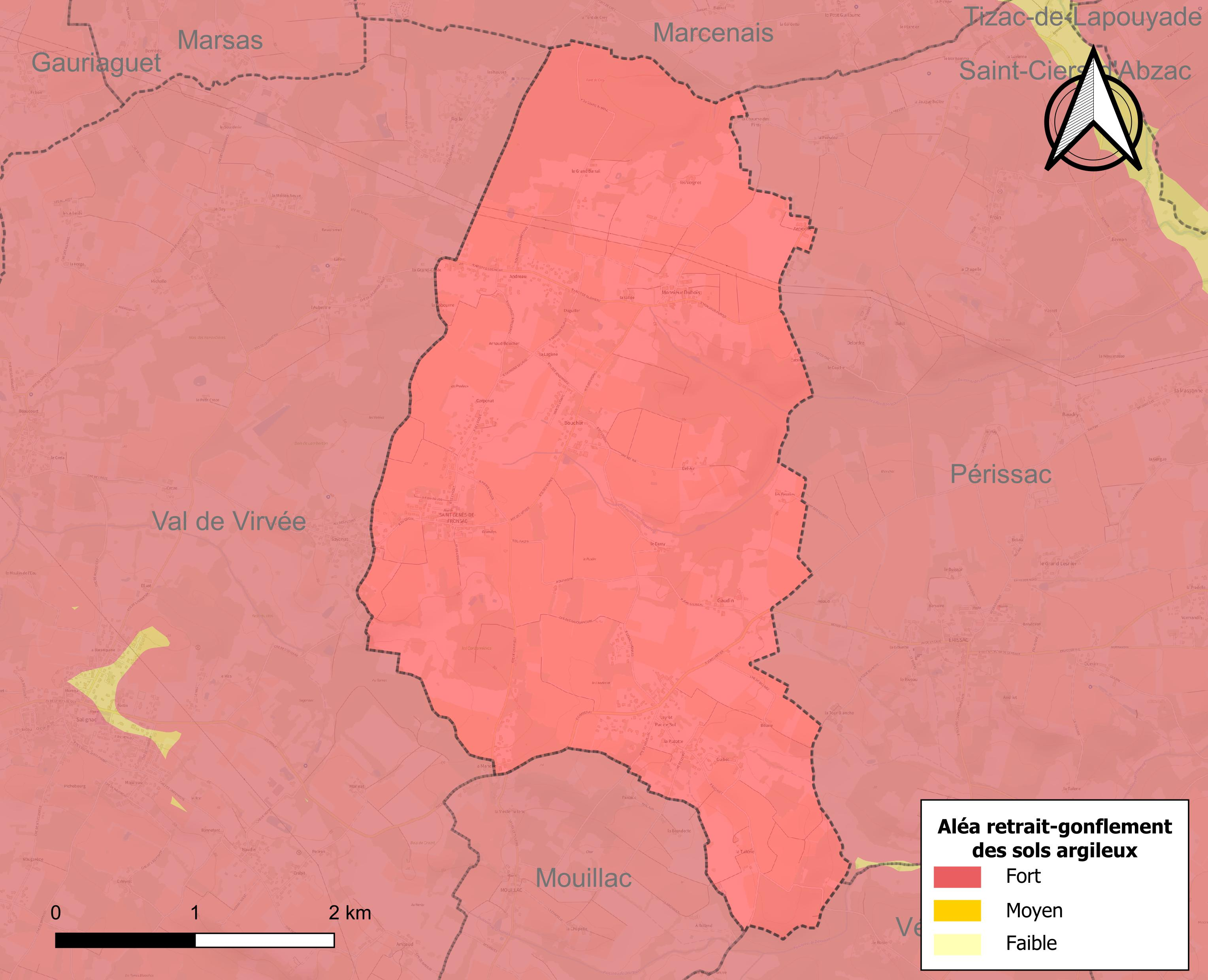
Carte des zones d'aléa retrait-gonflement des sols argileux de Saint-Genès-de-Fronsac.

Le retrait-gonflement des sols argileux est susceptible d'engendrer des dommages importants aux bâtiments en cas d’alternance de périodes de sécheresse et de pluie. La totalité de la commune est en aléa moyen ou fort (67,4 % au niveau départemental et 48,5 % au niveau national). Sur les 317 bâtiments dénombrés sur la commune en 2019, 317 sont en aléa moyen ou fort, soit 100 %, à comparer aux 84 % au niveau départemental et 54 % au niveau national. Une cartographie de l'exposition du territoire national au retrait gonflement des sols argileux est disponible sur le site du BRGM,.
La commune a été reconnue en état de catastrophe naturelle au titre des dommages causés par les inondations et coulées de boue survenues en 1982, 1999 et 2009, par la sécheresse en 1989, 2003, 2005, 2011 et 2012 et par des mouvements de terrain en 1999.

## Politique et administration
| Période                                  | Période  | Identité           | Étiquette      | Qualité  |
| ---------------------------------------- | -------- | ------------------ | -------------- | -------- |
| 1989                                     | 1992     | André Bernaleau    |                |          |
| avant 1995                               | ?        | Pierre Frouin      | DVD            |          |
| mars 2008                                | mai 2020 | Brigitte Bernaleau | Apparentée PCF | Employée |
| mai 2020                                 | En cours | Patrice Murat      |                |          |
| Les données manquantes sont à compléter. |          |                    |                |          |

## Démographie
L'évolution du nombre d'habitants est connue à travers les recensements de la population effectués dans la commune depuis 1793. Pour les communes de moins de 10 000 habitants, une enquête de recensement portant sur toute la population est réalisée tous les cinq ans, les populations de référence des années intermédiaires étant quant à elles estimées par interpolation ou extrapolation. Pour la commune, le premier recensement exhaustif entrant dans le cadre du nouveau dispositif a été réalisé en 2005.

En 2022, la commune comptait 970 habitants, en évolution de +24,04 % par rapport à 2016 (Gironde : +6,91 %, France hors Mayotte : +2,11 %).
| 1793 | 1800 | 1806 | 1821 | 1831 | 1836 | 1841 | 1846 | 1851 |
| ---- | ---- | ---- | ---- | ---- | ---- | ---- | ---- | ---- |
| 341  | 339  | 295  | 309  | 371  | 329  | 317  | 336  | 328  |

| 1856 | 1861 | 1866 | 1872 | 1876 | 1881 | 1886 | 1891 | 1896 |
| ---- | ---- | ---- | ---- | ---- | ---- | ---- | ---- | ---- |
| 325  | 313  | 323  | 323  | 331  | 363  | 353  | 326  | 335  |

| 1901 | 1906 | 1911 | 1921 | 1926 | 1931 | 1936 | 1946 | 1954 |
| ---- | ---- | ---- | ---- | ---- | ---- | ---- | ---- | ---- |
| 335  | 345  | 353  | 352  | 329  | 319  | 319  | 286  | 294  |

| 1962 | 1968 | 1975 | 1982 | 1990 | 1999 | 2005 | 2006 | 2010 |
| ---- | ---- | ---- | ---- | ---- | ---- | ---- | ---- | ---- |
| 261  | 269  | 267  | 371  | 550  | 576  | 644  | 672  | 717  |

| 2015 | 2020 | 2022 | - | - | - | - | - | - |
| ---- | ---- | ---- | - | - | - | - | - | - |
| 775  | 889  | 970  | - | - | - | - | - | - |

## Lieux et monuments
|  |

|  |

| - Benitier - Fonts baptismaux |

| - L'autel |

- L'église Saint-Barthélémy, inscrite[22]  à l'inventaire des Monuments historiques depuis 1925, date du XIIe siècle. Elle conserve encore de nombreux éléments de sa construction primitive[23].

L'extérieur : Les extrémités occidentale et orientale de l’église, ainsi que la base du clocher, situé sur le bras nord du transept, datent du XIIe siècle. Un bas côté de deux travées, voûté d’ogives, est ajouté au sud de la nef vers la fin du XVe siècle.
La façade est sculptée de trois arcades en plein cintre. Le portail situé dans l’arcade centrale est orné de deux voussures, la supérieurs étant ornée. Ces voussures retombent de chaque côté sur deux colonnes aux chapiteaux nus, dont les pierres d’appui continuent en bandeau dans les voussures latérales. Au-dessus de l’arcature, une corniche à modillons variés, un pan de mur en rectangle long, la base du pignon triangulaire à trois côtés ornés.
Le mur nord est construit en bel appareil, sous une corniche à modillons nus, un contrefort plat, une baie rectangulaire ébrasée sous cintre monolithe. Une tourelle rectangulaire de l’escalier du clocher, le haut en retrait sous la corniche, des fentes étroites d’éclairages, une porte basse dont le linteau repose sur des pierres d’angles moulurées, et une banquette.
Le clocher est étayé à ses angles par d’énormes contreforts à talus doubles. Au-dessus, en bel appareil, les deux étages du XVIe siècle sont séparés par une corniche. Le premier étage est le plus grand, est on y voit des baies romanes nues. Le deuxième étage à de petites ouvertures carrées sous un avant toit à arceaux. En bas de la face est du clocher, une baie romane éclaire la chapelle.
L’abside : Un pan droit, au nord est, une corniche à mi-hauteur, avec des modillons variés, un contrefort plat à l’angle du clocher, une baie romane à cintre monolithe. Un contrefort plat, et un pan courbe de l’abside toujours sous la corniche. Un énorme contrefort à talus désaxé vers le sud, rejoint par le mur de la sacristie.
Mur sud : mur à baie romane, un contrefort à talus à demi inclus dans le bâtiment bas des fonts baptismaux éclairé par 2 petites ouvertures sud.
Intérieur : Après le portail occidental, la nef, au contrebas de trois marches, est décorée d'un plafond de plâtre sur treillis de bois, murs blanc ornés de faux joints à fleurettes rougeâtres, quatre niches à statues et baies à vitrées au sud.
Au sud-ouest, une petite pièce avec petites baies abritant des fonts baptismaux en pierre sculptée.
Le chœur, sous l’arc triomphal, prolonge la nef avec le sanctuaire en demi-cercle. Des murs à faux joints à fleurs, à l’entrée deux baies ébrasées à vitraux.
A l’est, l'autel de pierre galbé, sculpté de palmes et surmonté d’un retable à trois panneaux moulurés, celui du centre est garni d’un grand tableau de saint Barthélemy.
Deux bénitiers en marbre datant de 1774, dont l’une repose sur une console sculptée, sont placés à l’entrée de la nef.
Sous le clocher se trouve la chapelle de la Vierge, voûtée en berceau brisé, avec un arc triomphal à colonnes aux chapiteaux nus.
La Chaire est en pierre, avec une cuve à pendentif, sculptée de facettes moulurées et fleuries.
|  |

- Saint Barthélemy : L’église de Saint-Genès-de-Fronsac rend hommage à son saint patron saint Barthélémy, en conservant un tableau à son effigie datant du début du XVIIIe siècle.

L’œuvre est accrochée au-dessus d’un autel en pierre sculptée. Elle s’ajoute à deux statues représentant le saint Barthélémy.
Ce tableau représente le martyre de saint Barthélémy. À cause de ses nombreuses prédications, celui-ci est capturé par Astiage, le frère du roi Polème que Barthélémy amène à se convertir. Astiage n’ayant pas réussi à faire abjurer l’apôtre, le fait écorcher vif et crucifier. Selon une autre tradition, Barthélémy est décapité.
Le tableau est réalisé en 1784 par l’artiste canadien François Malepart de Beaucourt.
Le tableau est classé au Monuments historiques depuis 1906.

## Galerie de photos

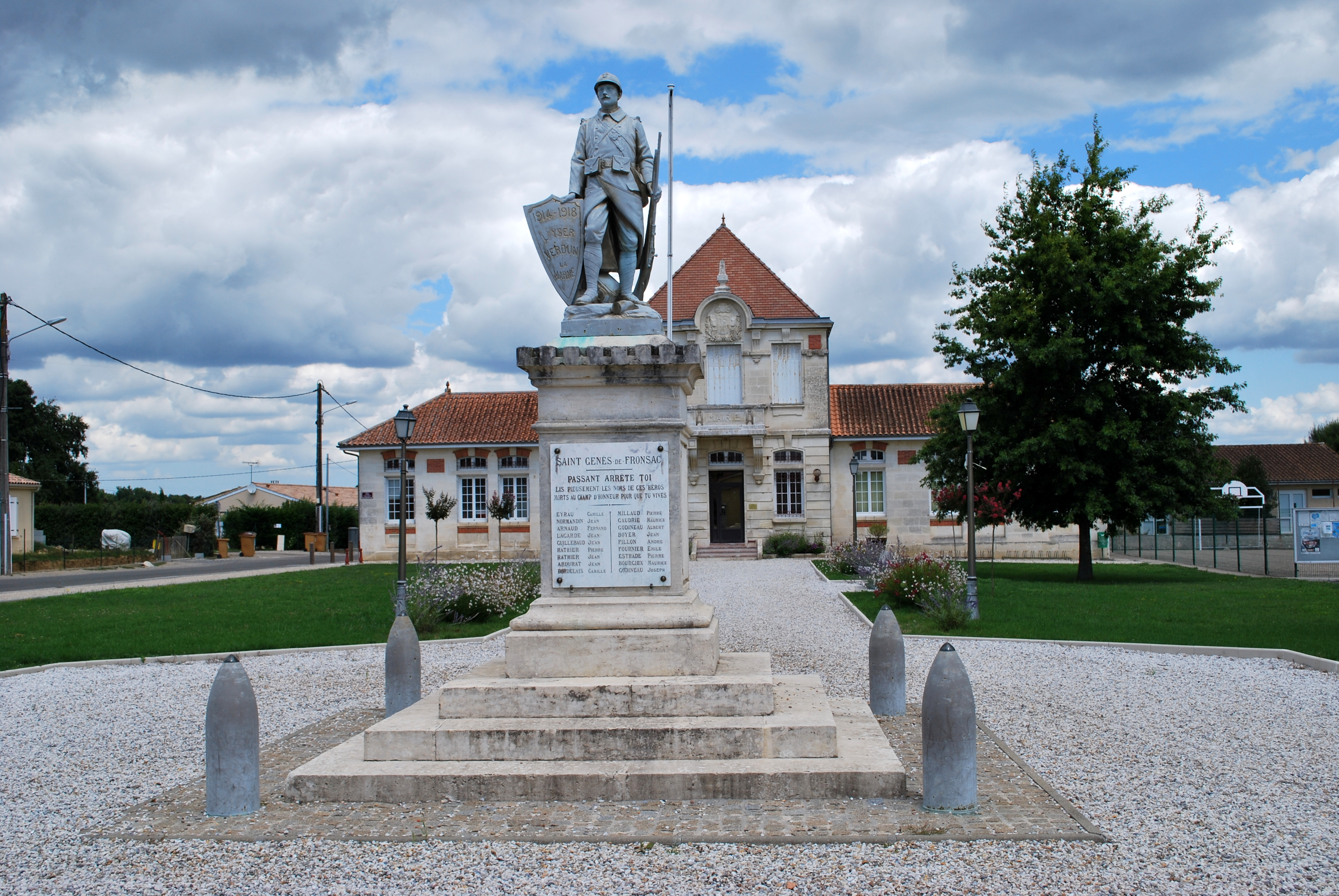
Monument aux morts
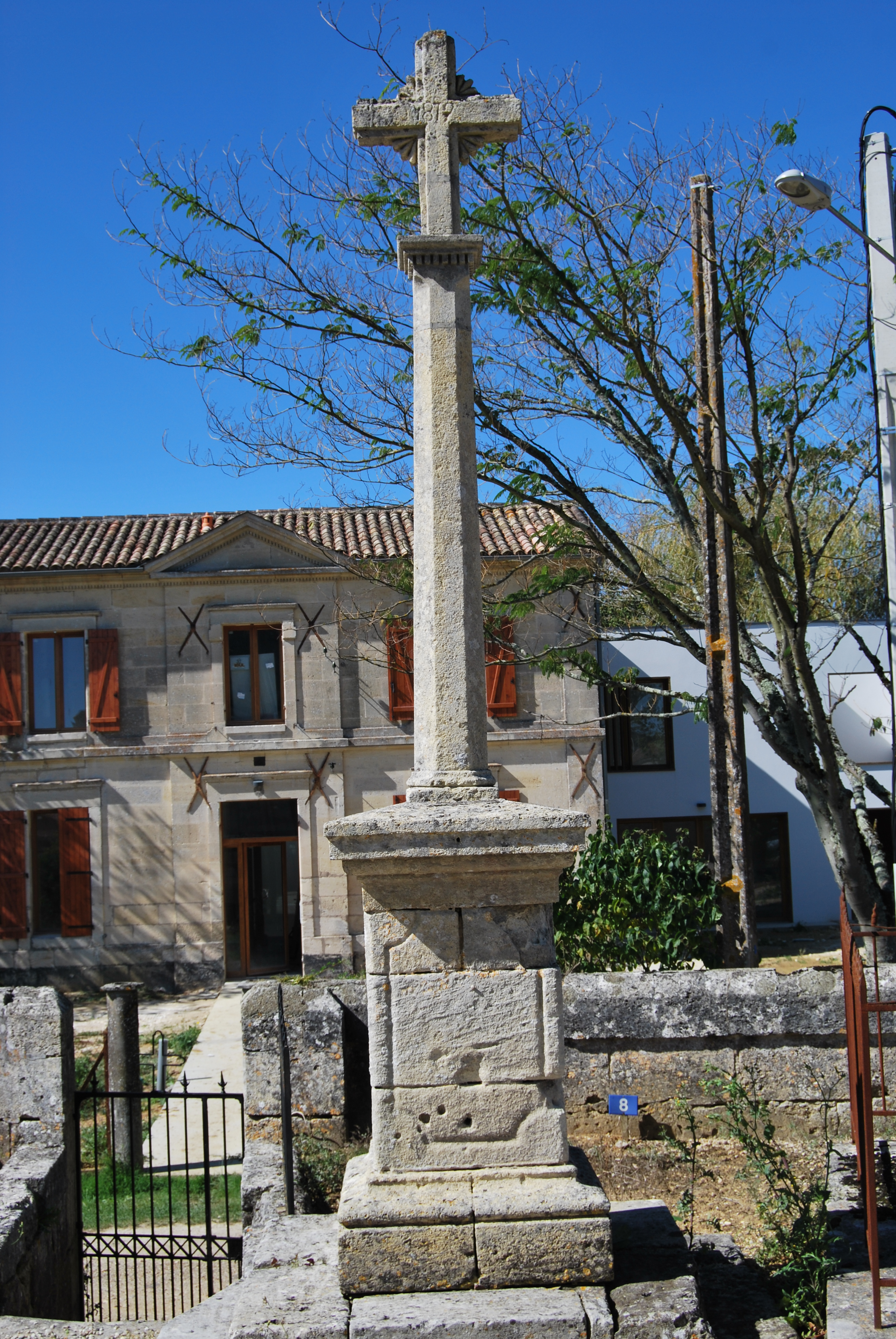
Croix de cimetière